# Cardiocondyla bulgarica
Cardiocondyla bulgarica é uma espécie de formiga do gênero Cardiocondyla, pertencente à subfamília Myrmicinae.